# 샹탕

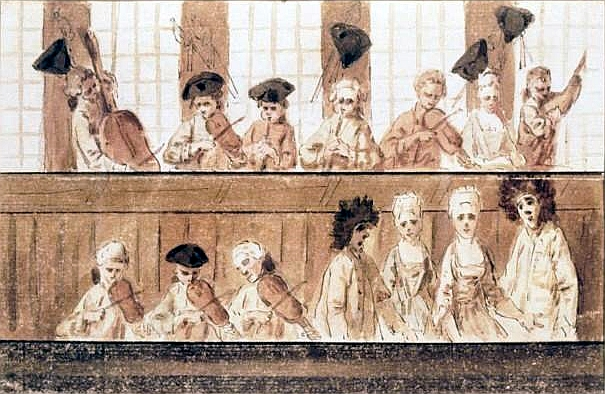
최초의 카페 샹탕은 1789년 샹젤리제 거리에서 설립되었다.

샹탕(Café-chantant) 또는 카페 콩세르(café-concert)는 음악을 듣는 카페로, 프랑스에서 시작되었다.

## 개요
음악을 들려주는 카페(다방)를 말하나, 커피 이외의 것도 마실 수 있다. 파리에서는 1800년경부터 카페가 번성하였고, 서민의 집합소가 되었다. 1850년경 샹젤리제 거리에 있던 '뚱뚱이 프루리'라는 남자의 가게가 손님이 적어 파산 직전에 있었다. 그래서 프루리는 궁여지책으로 스스로 샹송을 불렀던 바 손님이 많이 몰렸다. 이것이 카페 콩세르의 시작이다.   카페 콩세르는 샹송의 온상이 되어 많은 가수를 양성하였고, 1900년 전후의 벨 에포크(좋은 시대)에 현대 샹송의 기초를 쌓았다. 그러나 그 후 큰 규모의 뮤직홀의 출현으로 쇠퇴의 길에 올랐고, 영화의 발명으로 결정적인 타격을 받았다.